# گئورگی والکوویچ
گئورگی والکوویچ چولاکوف (بلغاری: Георги Вълкович Чолаков؛ ۱ ژانویه ۱۸۳۳ – ۱ ژانویه ۱۸۹۲) یک پزشک، دیپلمات و سیاست‌مدار محافظه‌کار اهل بلغارستان بود.